# Sedoheptulozna bisfosfataza
Sedoheptulozna bisfosfataza (EC 3.1.3.37, SBPaza, sedoheptuloza 1,7-difospatna fosfataza, sedoheptulozna 1,7-difosfataza, sedoheptulozna difosfataza, sedoheptulozna 1,7-bisfosfataza) je enzim sa sistematskim imenom sedoheptuloza-1,7-bisfosfat 1-fosfohidrolaza. Ovaj enzim katalizuje sledeću hemijsku reakciju
sedoheptuloza 1,7-bisfosfat + 2O {\displaystyle \rightleftharpoons } sedoheptuloza 7-fosfat + fosfat

## Literatura
- Nicholas C. Price; Lewis Stevens (1999). Fundamentals of Enzymology: The Cell and Molecular Biology of Catalytic Proteins (Third изд.). USA: Oxford University Press. ISBN 019850229X.
- Eric J. Toone (2006). Advances in Enzymology and Related Areas of Molecular Biology, Protein Evolution (Volume 75 изд.). Wiley-Interscience. ISBN 0471205036.
- Branden C; Tooze J. Introduction to Protein Structure. New York, NY: Garland Publishing. ISBN 0-8153-2305-0.
- Irwin H. Segel. Enzyme Kinetics: Behavior and Analysis of Rapid Equilibrium and Steady-State Enzyme Systems (Book 44 изд.). Wiley Classics Library. ISBN 0471303097.

## Spoljašnje veze
- Sedoheptulose-bisphosphatase на 